# ماورو روزاليس
ماورو داميان روزاليس (بالإسبانية: Mauro Rosales)‏ (مواليد 24 فبراير 1981 في فيلا ماريا) لاعب كرة قدم أرجنتيني دولي يجيد اللعب في خط الهجوم. يلعب حاليا لصالح نادي ريفر بليت الأرجنتيني من سنة 2007.

## مسيرته الكروية
لعب ماورو روزاليس خلال مسيرته الاحترافية مع 7 أندية في عشرون موسمًا وسجل خلالها 55 هدفًا ضمن 416 مباراة. حيث فاز في أربعة مواسم بالكأس وفي موسم واحد بالدوري.
خاض ماورو روزاليس مسيرته مع FC Barcelona (beach soccer) ‏ في موسم 1999–00 ليلعب معه خمسة مواسم، مشاركًا في 119 مباراة سجل خلالها 30 هدف. ثم انتقل إلى نادي أياكس أمستردام في موسم 2004–05 واستمر معه طيلة ثلاثة مواسم، حيث شارك في 63 مباراة سجل خلالها 6 أهداف. لينتقل بعدها إلى نادي ريفر بليت في موسم 2006–07 ليلعب معه أربعة مواسم، مشاركًا في 64 مباراة سجل خلالها 4 أهداف. ثم انتقل إلى Seattle Sounders (1994–2008) ‏ في موسم 2011 واستمر معه طيلة ثلاثة مواسم، مشاركًا في 86 مباراة سجل خلالها 12 هدفًا. هذا وانتقل لاحقًا إلى فانكوفر وايتكابس في عامي 2014-2016 في المرة الأولى ولمدة موسمين ثم ما بين عامي 2017 و2018 لمدة موسم واحد، مشاركًا طوالها في 40 مباراة سجل خلالها هدفًا واحدًا. ثم انتقل بعدها إلى نادي دالاس ما بين عامي 2016 و2017 لمدة موسم واحد، مشاركًا في 23 مباراة سجل خلالها هدفين.

## روابط خارجية
- ماورو روزاليس على موقع الاتحاد الدولي (مؤرشف)  (الإنجليزية)
- ماورو روزاليس على موقع الدوري الأمريكي (الإنجليزية)
- ماورو روزاليس على موقع قاعدة بيانات كرة القدم.إي يو (الإنجليزية)
- ماورو روزاليس على موقع ناشيونال فوتبول تيمز (الإنجليزية)
- ماورو روزاليس على موقع Soccerbase.com (لاعب) (الإنجليزية)
- ماورو روزاليس على موقع Soccerway.com (الإنجليزية)
- ماورو روزاليس على موقع عالم كرة القدم.نت (الإنجليزية)
- ماورو روزاليس على موقع أوليمبيديا (الإنجليزية)
- ماورو روزاليس على موقع AS.com (الإسبانية)